# Tremaine
Tremaine – wieś w Anglii, w Kornwalii. Leży 97 km na północny wschód od miasta Penzance i 320 km na zachód od Londynu. W 2001 miejscowość liczyła 87 mieszkańców.